# Jatagan

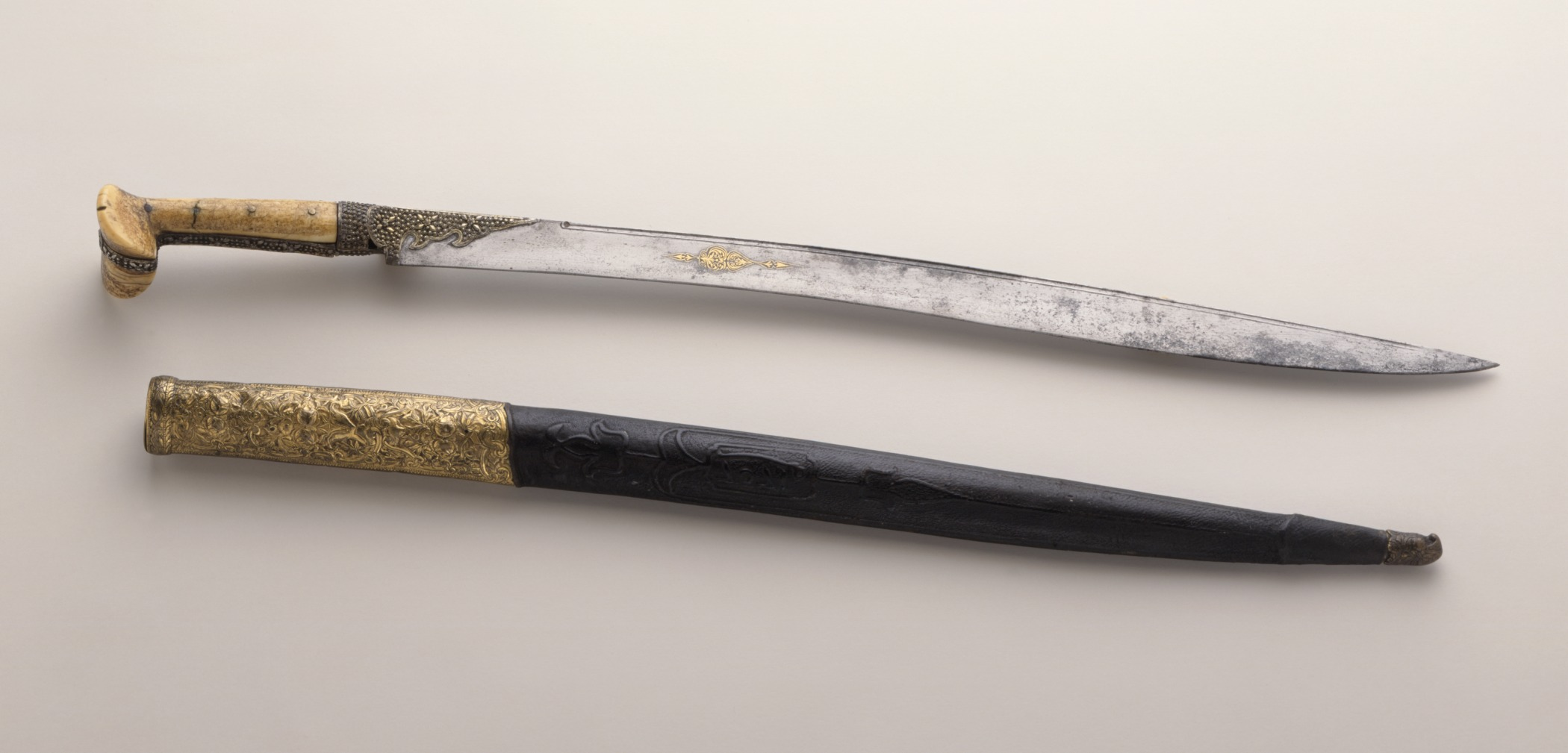
Jatagan

Jatagan – typowa dla niektórych krajów islamu (np. Turcji) jednosieczna broń biała średniej długości (ok. 70 cm), o podwójnej krzywiźnie ostrza i charakterystycznej rękojeści. Jest dłuższa od kindżału, ale krótsza od szabli.
Głownia jataganu jest lekko sierpowata, przy sztychu odgięta do tyłu z wydatnym tylcem. Jatagan nie posiada jelca, a jego zintegrowana z rękojeścią głowica jest rozdwojona (uformowana w dwa ucha podobne z wyglądu do zakończenia baraniej kości udowej). Okładzina rękojeści wykonywana była z dwóch płytek znitowanych w kilku punktach, wykonanych często z kłów morsa, kości słoniowej lub bydlęcej, rogu lub metalu (mosiądz, srebro). Zdobiona ornamentami z koralu i pokryta filigranem. Powierzchnia głowni jest gładka, zwykle zdobiona wschodnimi motywami dekoracyjnymi (z drutu mosiężnego lub srebrnego) oraz napisami arabskimi (zazwyczaj imionami, np. Hassan, Muhammad, Ahmed).
Jatagany używane były od XVI wieku na Bliskim Wschodzie. Wywodzą się prawdopodobnie od greckiej machairy znanej już w starożytności. Większość zachowanych okazów pochodzi z XVII i XIX wieku.

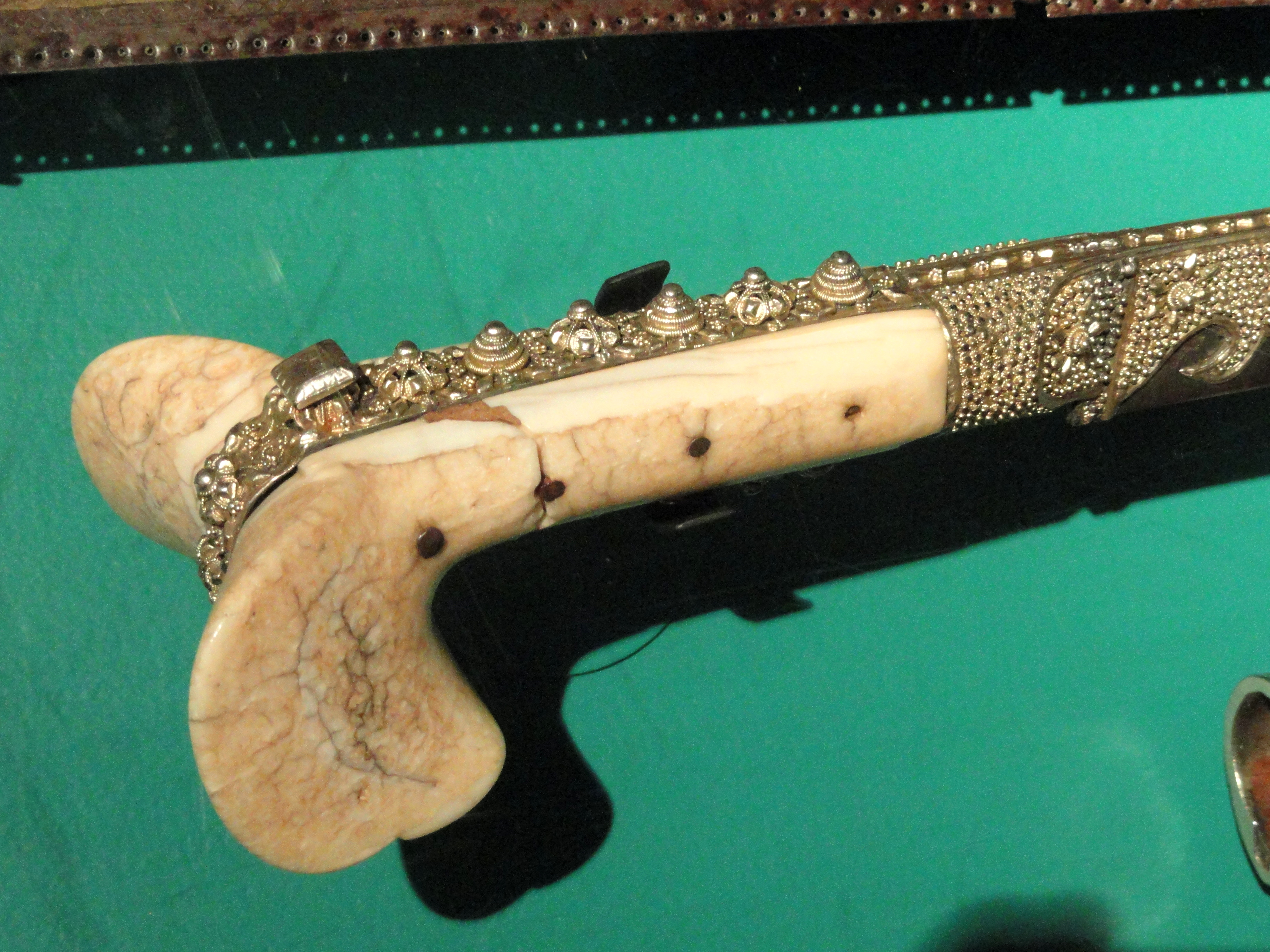
Rękojeść
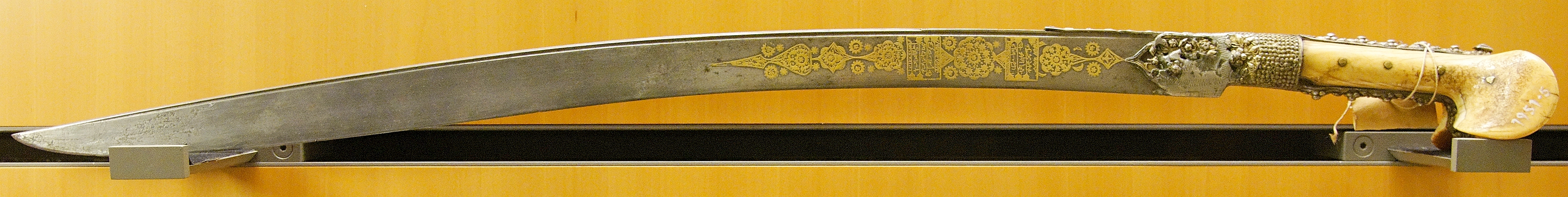
Egzemplarz z muzeum w Lyonie.